# 管道工程 (公司)
管道工程控股有限公司（英語：Pipeline Engineering Holdings Limited，港交所：1865），簡稱管道工程控股和管道工程，在1993年，由主席徐源華，於總部新加坡成立「Hup Seng Choon Contractor Pte Ltd」（直至2000年更名為「HSC Pipeline Engineering Pte Ltd」），其業務在新加坡經營基礎設施管道建設及相關工程服務。
其承建項目包括史丹福運河新水管敷設管道、奧城(Biopolis)分區供冷管道等。
股份在2019年3月27日於港交所主板上市。配售股份價格為0.55港元至0.65港元，發售2.3億股，集資額為1.007億港元，約59.7%用作遷往將購買的新物業，約31.2%用作添置兩台頂管機；約9.1%作營運資金。

## 外部連結
- 官方网站 （中文）